# ستيفاني جيلمور
ستيفاني جيلمور (بالإنجليزية: Stephanie Gilmore)‏ هي متركمجة أسترالية، ولدت في 29 يناير 1988 في مورويلومباه ‏ في أستراليا.

## وصلات خارجية
- ستيفاني جيلمور على موقع الرابطة العالمية لركوب الأمواج (الإنجليزية)
- ستيفاني جيلمور على موقع EncyclopediaOfSurfing.com (الإنجليزية)
- ستيفاني جيلمور على موقع اللجنة الأولمبية الدولية (الإنجليزية)
- ستيفاني جيلمور على موقع أوليمبيديا (الإنجليزية)
- ستيفاني جيلمور على موقع اللجنة الأولمبية الأسترالية (الإنجليزية)